# Центральний лісовий заповідник Ечуя

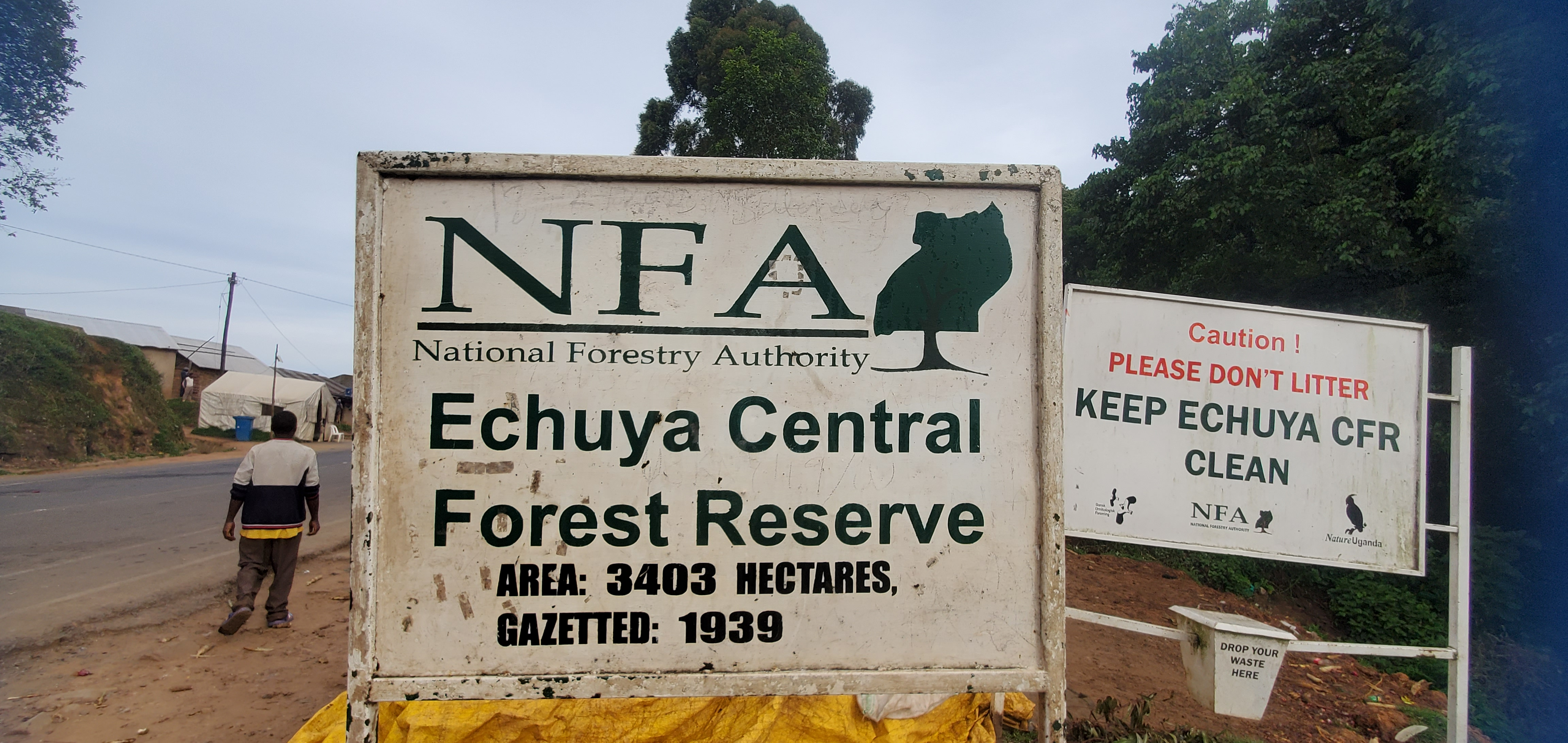
Лісовий заповідник Ечуя

Центральний лісовий заповідник Ечуя — лісовий заповідник в Уганді. Заповідник охороняє дощовий тропічний ліс і займає приблизно 34 км2. Це один із небагатьох вологих тропічних лісів Уганди, що залишилися. 

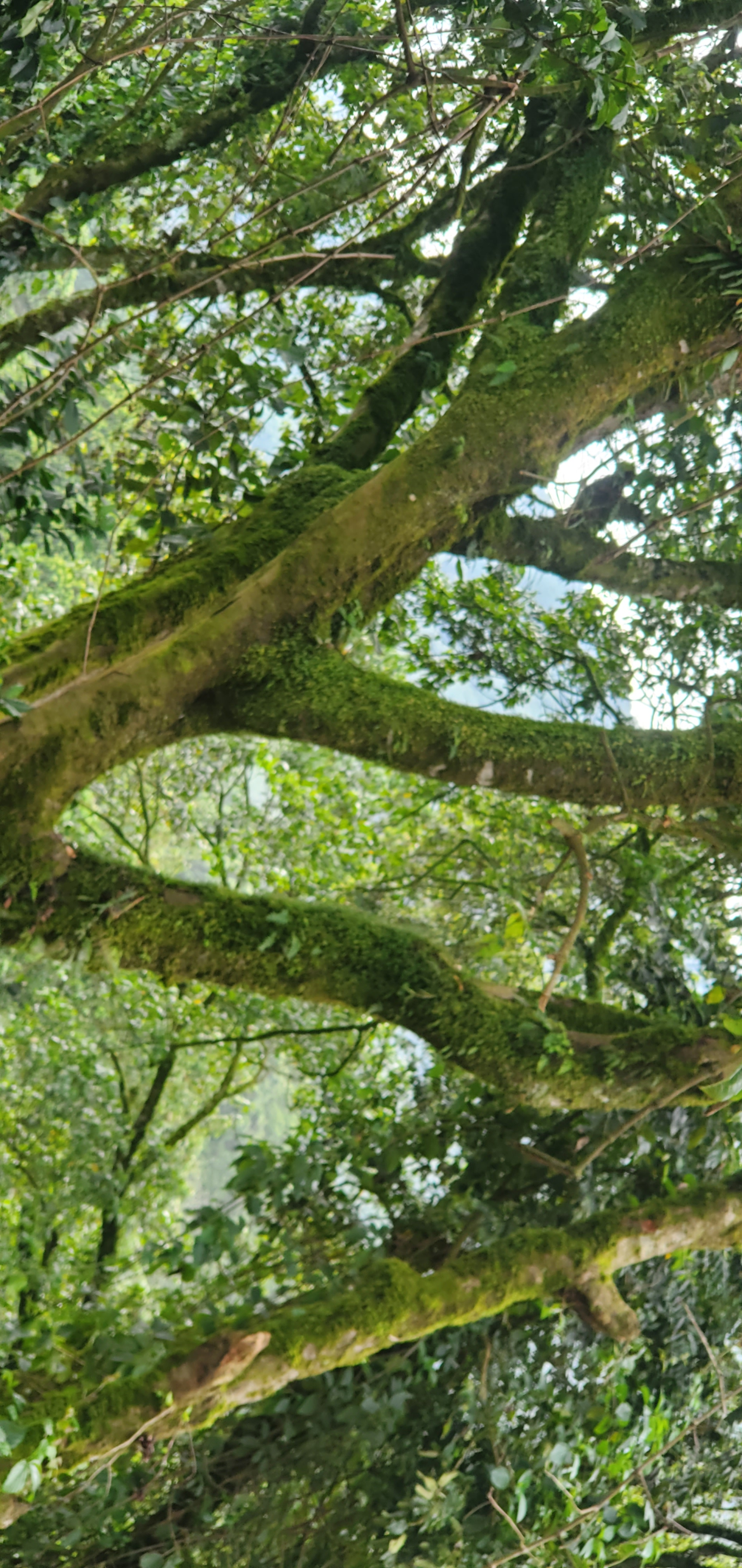
Дерева в Центральному лісовому заповіднику Ечуя

Центральний лісовий заповідник Ечуя розташований на південному заході Уганди.  До заповідника можна легко дістатися дорогою Кабале-Кісоро. Дорога від Кампали до Центрального лісового заповідника Ечуя займає близько 8 годин.

## Екологія
Цей ліс є місцем глобального біорізноманіття та важливою орнітологічною територією з багатьма видами птахів, що перебувають під загрозою зникнення. З приблизно 153 видів птахів, що зустрічаються у заповіднику, 18 є ендемічними. Зокрема в лісі живуть червоногорла алета, нікорник рудобокий, нікорник чорнощокий, вівчарик рудощокий, воскоїд короткодзьобий, золотокіс рувензорський, заїрський ткача, вюргер червонолобий, королівська маріка, рувензорський приріт, сіровола мухоловка і інші. Очеретянка Грауера знаходиться під загрозою зникнення.
Всього в лісі 127 видів дерев, 72 види трав і 46 видів чагарників. Приблизно 80% лісового покриву складають зрілі Macaranga kilimandscharia та Hagenia abyssinica, а 20% — це високоякісний гірський бамбук, відомий як Yushania alpina.
Ліс колись був  домівкаою пігмеїв Батва, які раніше полювали на тварин, збирали фрукти та дрова.
Тут також зареєстровано 10 видів ссавців, у тому числі три м’ясоїдні: африканський золотистий кіт ( Caracal aurata ), сервал ( Leptailurus serval ) і смугастий шакал ( Canis adustus ). Зареєстровано 53 види метеликів і 43 види молі.